# Таписерије из Обисона
Таписерија из Обисона (франц. Tapisserie d'Aubusson) је таписерија произведена у Обисону, у горњој долини реке Крез у централној Француској. Термин често обухвата сличне производе направљене у оближњем граду Фелетин, чији се производи често третирају као „Обисон“. 2009. године "Обисон таписерија" је уписана на листу нематеријалног културног наслеђа човечанства од стране УНЕСКО-а. У то време индустрија је подржавала три радионице и десетак слободних ткаља.

## Поступак ткања
Ткање ручно изводи ткаља, на разбоју постављеном водоравно, радећи на полеђини таписерије и користећи предива која су ручно бојена. Овај процес је дуготрајан и скуп. Насликани или нумерисани цртеж на папиру или картону ставља се испод нити основе. Дужина процеса ткања зависи од структуре и сложености уметниковог рада. Коришћене су минијатурне слике или макете које је ткач морао да тумачи и обично их је имао пред собом као водич. Међутим, до 17. века слике у природној величини постављене су директно испод основе како би ткач могао прецизније да поново створи слику. Ткачи у Обисону не виде своју готову таписерију док се не уклони са разбоја јер раде на полеђини таписерије.

## Историја
Индустрија се вероватно развила убрзо након 1300. на разбојима у породичним радионицама, којима су већ можда руковали Фламанци, забележени у документима из 16. века.
Фелетин је идентификован као извор из кога су стигле таписерије Обисон у инвентару Шарлоте од Албреа, војвоткиње од Валонтиноа и удовице Чезара Борџије (1514). У 15. веку се појавио цветни узорак mille-fleurs: позадине таписерија биле су крцате цветним шарама - најпознатији пример су Дама и једнорог (крај 15. века). Радионице су добиле краљевску повељу 1665. године, али су изгубиле статус након Француске револуције. Поново су дошле до изражаја касније у 18. веку, по дизајну Франсоа Бушеа, Жан-Батист Одрија и Жан-Батист Уета, многих пасторалних рококо тема. Обично су таписерије Обисон зависиле од гравура као извора дизајна или слика, из којих су радили ткачи таписерија. Као и код фламанских и париских таписерија у исто време, фигуре су постављане на уобичајеној позадини зеленила (verdure), стилизованог лишћа и вињета биљака на којима су птице и из којих се назиру куле и градови.
Таписерије су биле само за богате, краљевске породице, аристократе, бискупе и слично. Таписерије су биле окачене на зидове и грејале су палате и властелинства богатих. Оне су били статусни симболи и дизајниране су да импресионирају својим приказима великих кућа, витешким темама и митским зверима. Био је то тежак физички посао, ред рукама и ногама по 12 сати дневно, а требало је најмање десет година да се постане мајстор ткања; жене се нису бавиле ткањем све до почетка 20. века. Француска револуција донела је велике промене за ткаље, будући да се на те предмете богатих, наравно, није гледало са одобравањем. Затим је стигла механизација и индустрији више нису биле потребне хиљаде ручних ткаља. Стварање великих зидних таписерија је прекинуто и уступило је место производњи малих тепиха. Ове „обичније“ креације оживеле су индустрију таписерија и спасиле занат од пропасти.
Таписерија из Обисона из 18. века успела је да се такмичи са краљевском производњом таписерија Гобелинс и привилегованим положајем таписерије Бове, иако се генерално сматра да им није равноправна.
У 19. веку репродукције комада из претходног века и прекривачи намештаја, као и теписи од цветних таписерија одржавали су индустрију живом; 1869. године основана је Националне школа декоративне уметности Обисона, а град је узео велики део у оживљавању ткања таписерија и после Другог светског рата. У ствари, водећи дизајнер Жан Лурса преселио се тамо у септембру 1939. године, са Марселом Громером и Пјером Дибрејом.
Le Bouquet (1951) Марка Сент-Санса једна је од најбољих и најрепрезентативнијих француских таписерија педесетих година. То је признање Сент-Сансовој склоности сценама из природе и рустикалног живота.

## Традиција данас
Производња таписерија у Обисону и Фелетину пружа довољно посла за три мала предузећа и десетак слободних занатлија ткаља, стварајући тако значајан обим сродних послова (производња и предење вуне, маркетинг, нуспроизводи, музеји, изложбе и туризам). Да би се стабилизовао ниво активности и избегло прекидање линије преноса, мора се стимулисати интерес младих и промовисати ово наслеђе.
Да би таписерија била оригинално уметничко дело, сваки модел је ограничен на 8 примерака (од тога једно за уметника, једно за радионицу). Уткани су и иницијали радионице и потпис уметника. Уз сваку таписерију мора се приложити потврда о аутентичности која садржи њено име, регистарски број и димензије, иницијале производње или радионице, као и потпис уметника.
Музеј у Обисону има велику колекцију таписерија Обисон - 330 зидних таписерија и преко 15.000 графичких дела.

## Највећа таписерија на свету
Највећа таписерија на свету настала је 1960 -их, у знак сећања на бомбардовање катедрале у Ковентрију, има запањујућих 263 м² - отприлике величине тениског терена. Тежи више од тоне и највећа је таписерија која је направљена у једном комаду, ткана на разбоју од два огромна дебла. Израда је трајала четири године, садржи око 900 боја, отприлике 144 шава по квадратном инчу, а исплело их је 13 ткаља у Фелетину.
Има 500 -годишњу гаранцију против блиедења и мољаца!
- Таписерија из Обисона по Уету, око 1786
- Таписерија Обисон из Арла
- Таписерија Обисон
- Таписерија Обисон
- Израда таписерија Обисон, данас